# Койсугский
Ко́йсугский — разъезд (населенный пункт) в Азовском районе Ростовской области.
Входит в состав Красносадовского сельского поселения.

## География
Расположен в 40 км (по дорогам) восточнее районного центра — города Азова.

## Транспорт
Рядом с посёлком находится железнодорожная станция Койсуг Северо-Кавказской железной дороги (код 51410).

## Население
| 2002 | 2010 |
| ---- | ---- |
| 143  | ↗184 |